# 花田広樹
花田 広樹（はなだ ひろき、1994年7月15日 - ）は、ジャパンラグビーリーグワンNTTドコモレッドハリケーンズ大阪に所属するラグビー選手。

## プロフィール
- ポジションはフランカー(FL)。
- 身長 184 cm、体重 96 kg
- ニックネームははな、はなちゃん。
- 九州学生選抜に選ばれたことがある[1]。
- 7人制日本選抜に選ばれたことがある[2]。

## 来歴
東福岡高校、福岡大学を経て、2018年、コカ・コーラレッドスパークスに加入。同年10月7日に行われたジャパンラグビートップリーグ第5節のキヤノンイーグルス戦にて先発出場で公式戦初出場を果たす。
2021年、宗像サニックスブルースに加入。
2022年、NTTドコモレッドハリケーンズ大阪に加入。